# Margarete Steiff GmbH

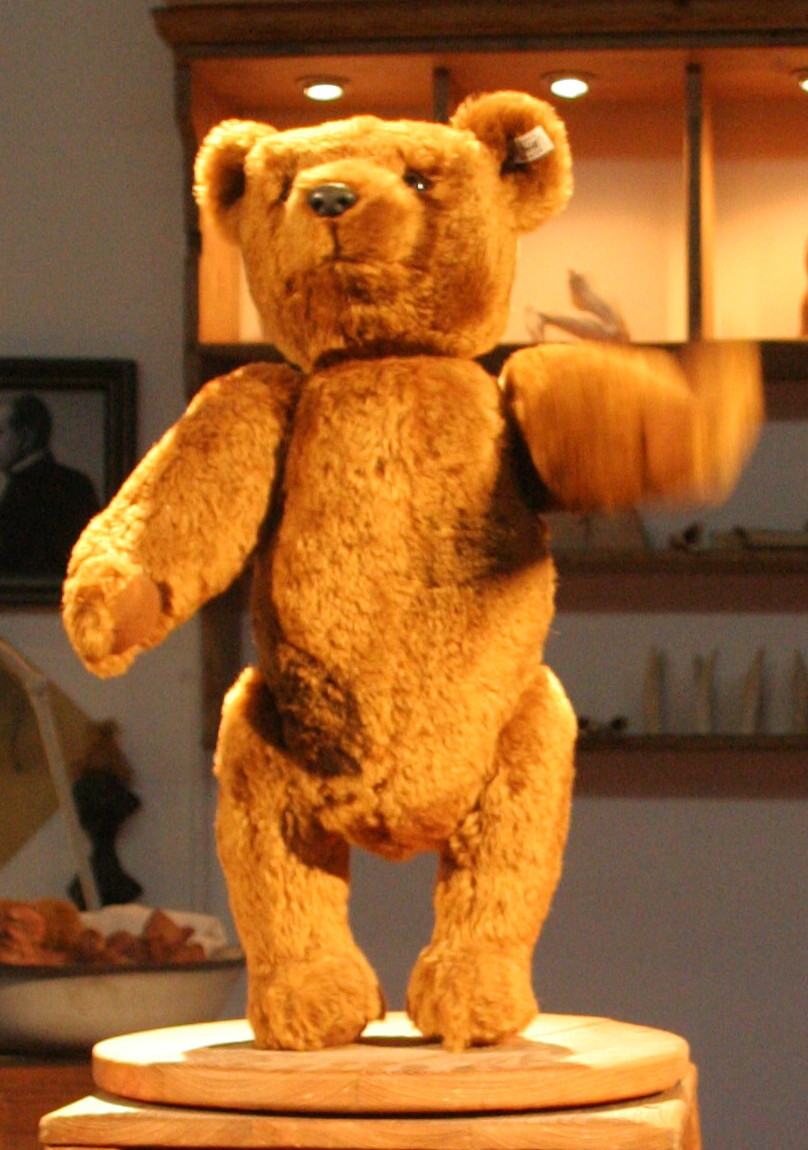
Nallebjörn på Steiff-Museum

Margarete Steiff GmbH är en tysk leksakstillverkare. Företaget grundades 1880 av Margarete Steiff. 
Ursprungligen tillverkade Margarete Steiff nåldynor, i form av en elefant, till sina vänner. När det visade sig att barn började använda elefanterna som leksaker började hon med framgång skapa leksaker på tema djur. T. ex. hundar, katter och grisar. Hon designade och tillverkade de flesta prototyperna på egen hand. 
Sonen Richard gick in i firman 1897 och år 1902 inledde han tillverkning av björnar av tyg. Nallebjörnarna blev snabbt populära i USA och fick där namnet teddybjörn efter president Roosevelt. 1907 tillverkade Steiff 974.000 nallebjörnar och produktionen har ökat sedan dess.
Enligt Margarete Steiffs motto "Endast det bästa är gott nog för barnen", genomgår produkterna genomgripande tester och kontroller. 
De vanligaste materialen som används i leksaker från Steiff är alpacka, filt, mohair och vävd plysch. Nallarnas ögon är i allmänhet gjorda av trä eller glas och fyllningen utgörs vanligtvis från träprodukter eller polyesterfiber. En stor del av tillverkningen sker för hand. 
Varje djur från Steiff har en "knapp i örat" vilken var ämnad för att skilja Steiff original från kopior. Det var Margaretes brorson Franz som 1904 kom på idén att fästa knappen av metall, med en elefantsymbol, på leksakerna. Senare har elefanten på knappen ersatts med namnet "Steiff". Knappen fästs fortfarande på leksaker från Steiff.